# スリランカ海軍艦艇一覧
スリランカ海軍艦艇一覧は、スリランカ民主社会主義共和国海軍が過去保有した、または現在保有する、または将来保有する予定の、未完成・計画中止を含めた歴代艦艇一覧である。
凡例

## 現有勢力（2022年現在）
- 国防予算：15億7,000万ドル（+3,000万ドル）
- 海軍人員：4万8,000名（+4,809名）
- 艦船隻数：92隻（-1隻）

哨戒艦×8
ミサイル艇×2
高速艇×61（-2）
哨戒艇×11
中型揚陸艦×1
揚陸艇×4
高速人員輸送艇×3
輸送艦×1
練習艦×1

## 艦艇一覧（近代海軍）

### 哨戒艦艇

#### 哨戒・警備艦艇

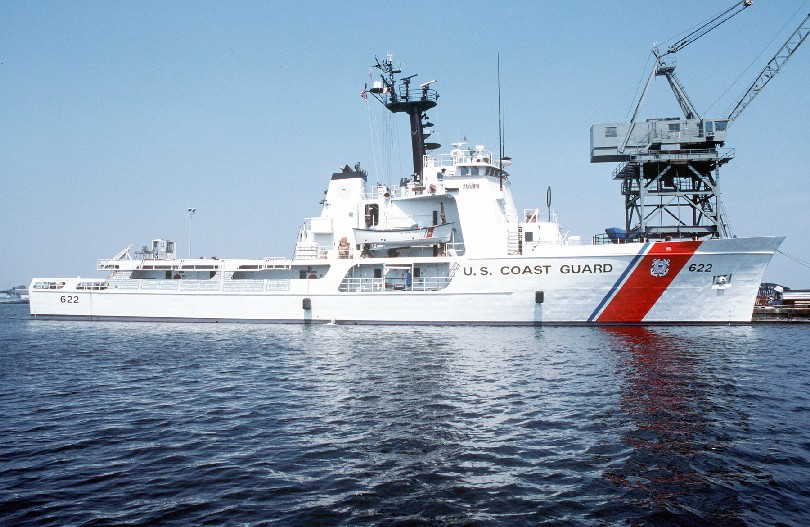
リライアンス級Samudura

哨戒艦
- サリュー級 - 2隻
- スカーニャ級 - 1隻
- ヴィクラム級 - 1隻
- ハミルトン級 - 2隻
- リライアンス級 - 1隻
- 江衛I型 - 1隻

P625 パラクラマバフ（Parakramabahu）

#### 高速戦闘艇
ミサイル艇
- サール4型 - 2隻